# Titschackia
Titschackia är ett släkte av mångfotingar. Titschackia ingår i familjen orangeridubbelfotingar.
Kladogram enligt Catalogue of Life:
| Titschackia | \| \| Titschackia andina \| \| \| \| \| \| Titschackia andinum \| \| \| \| |
|             | \| \| Titschackia andina \| \| \| \| \| \| Titschackia andinum \| \| \| \| |
|             | Titschackia andina                                                         |
|             |                                                                            |
|             | Titschackia andinum                                                        |
|             |                                                                            |